# افرای هیمالیا
افرای هیمالیا (نام علمی: Acer caesium) نام یک گونه از سرده افرا است.